# أرسلان بن عبد الله الرومي
أرسلان بن عبد الله الرومي السيدي، ويكنى أبو سعيد، 
وكان مولى السيدة زبيدة بنت الإمام المقتفي لأمر الله.
وكان محدثا من رواة الحديث عند أهل السنة والجماعة، وسمع الحديث النبوي من: أبا المعالي أحمد بن عبد الغني بن محمد الباجسرائي المتوفي عام 563 هـ.

قال صلاح الدين الصفدي: (قال محب الدين أبا النجار : كتبت عنه شيئا، وكان شيخا متدينا حسن الطريقة مليح الوجه طيب الأخلاق).

## وفاته
توفي في بغداد عام 625 هـ/1228م، ودفن في المقبرة الوردية ببغداد.